# Acerpenna pygmaea
Acerpenna pygmaea är en dagsländeart som först beskrevs av Hagen 1861.  Acerpenna pygmaea ingår i släktet Acerpenna och familjen ådagsländor. Inga underarter finns listade i Catalogue of Life.